# 22 Bishopsgate
22 Bishopsgate, también conocido como Twentytwo, es un rascacielos de oficinas en Londres, Reino Unido. Con 278 metros de altura y 62 plantas, es el mayor edificio del distrito financiero de la City de Londres, así como el segundo más alto del Reino Unido.
El proyecto reemplaza un plan anterior para una torre de 288 m llamada The Pinnacle, cuya construcción se inició en 2008 pero se suspendió en 2012 tras la Gran Recesión, con solo el núcleo de hormigón de los primeros siete pisos. La estructura fue luego sometida a un rediseño y se retomó la construcción, pasando el edificio a conocerse por su dirección postal, 22 Bishopsgate.